# 尚塔尔·扬岑
尚塔尔·扬岑（荷蘭語：Chantal Janzen；1979年2月15日—）是荷兰的一位电视主持人和演员。她与扬·斯米特及埃德西莉娅·龙布利一同主持在鹿特丹举办的《2020年欧洲歌唱大赛》。